# خط الفعل
خط الفعل (بالإنجليزية: line of action)‏ (أو خط التأثير) في الفيزياء هو تمثيل هندسي للإتجاه الذي تؤثر فيه قوة معينة على جسم، ويرسم عادةً بشكل متجه يقطع نقطة تأثير القوة على الجسم وبإتجاه تأثيرها، يرمز له ({\displaystyle {\vec {F}}}).
مفهوم خط الفعل يساعد على تسهيل فهم صافي تأثير تسليط عدة قوة مختلفة الإتجاه على الجسم، على سبيل المثال: إذا سلطت قوتان بنفس المقدار على جسم صلد على خط القوة نفسه لكن بإتجاهات متعاكسة ستلغي إحداهما الأخرى ويكون صافي التأثير على الجسم يساوي صفر، لكن على النقيض إن كانت القوتين على خطوط فعل مختلفة ومتوازية سينشيء تأثيرهما عزم قصوري على الجسم يؤدي لدورانه.

## حساب العزم

الخط المنقط بالشكل يمثل خط فعل القوة.

بناءًا على الهندسة البسيطة الموضحة بالشكل، يوجد ثلاث معادلات متكافئة لتحديد مقدار العزم التي تسلطه قوة مقدارها ({\displaystyle {\vec {F}}}) تبعد ({\displaystyle {\vec {r}}}) عن محور الجسم وعمودية عليه:
{\displaystyle {\begin{aligned}||{\vec {\tau }}||&=||{\vec {r}}\times {\vec {F}}||\\&=rF_{\perp }\\&=r_{\perp }F\\&=||rF\sin \theta ||\,,\end{aligned}}}
حيث أن ({\displaystyle {\vec {r}}\times {\vec {F}}}) يمثل ضرب إتجاهي، ({\displaystyle F_{\perp }}) المركبة العمودية للقوة ({\displaystyle {\vec {F}}}) بإتجاه ({\displaystyle {\vec {r}}})، و({\displaystyle r_{\perp }}) يمثل ذراع العزم بينما ({\displaystyle \theta }) هو الزاوية بين القوة وذراعها.